# Benjamin Franklin Parkway
Pour les articles homonymes, voir Benjamin Franklin (homonymie).

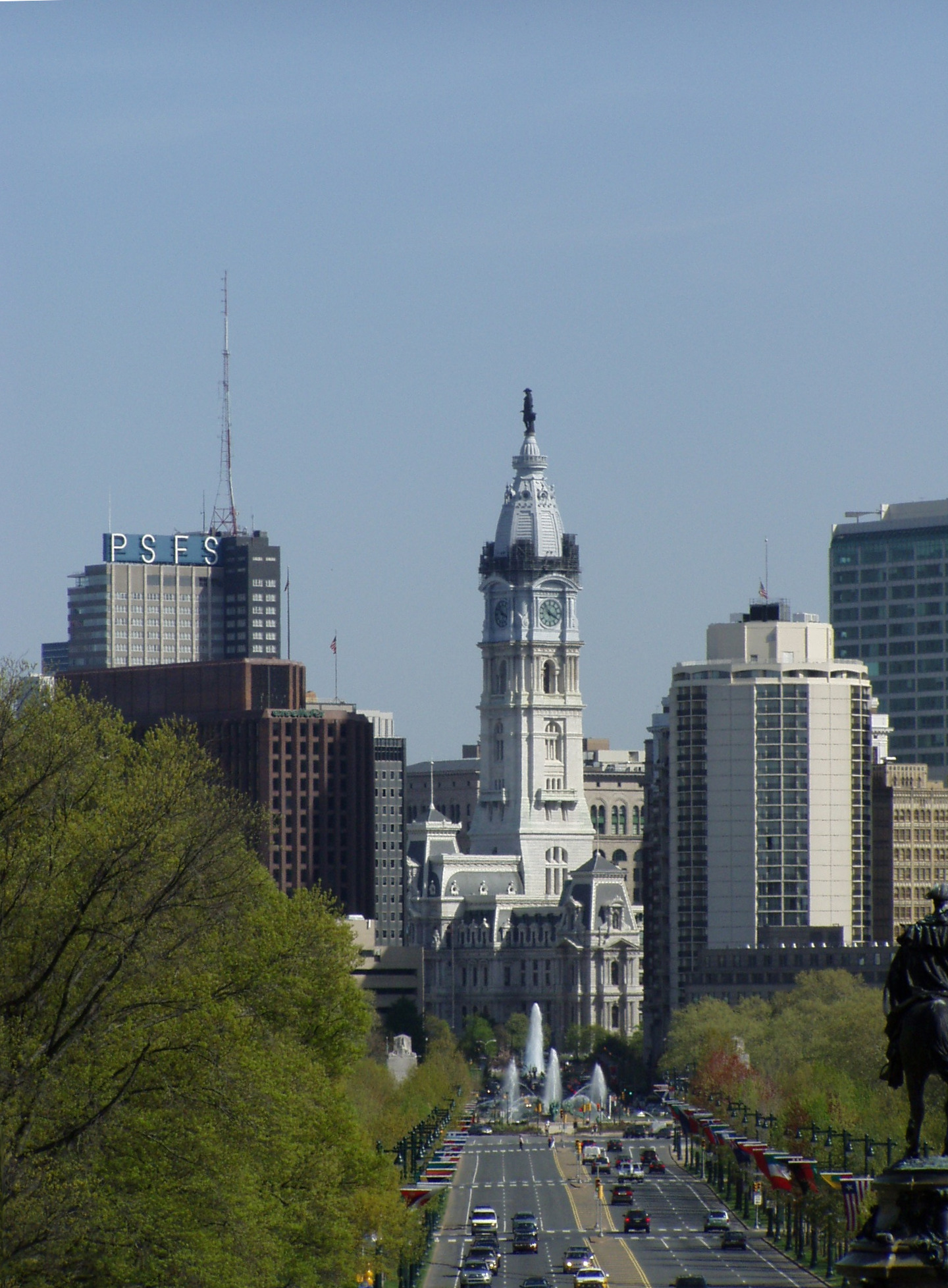
Le Benjamin Franklin Parkway et la Philadelphia City Hall.

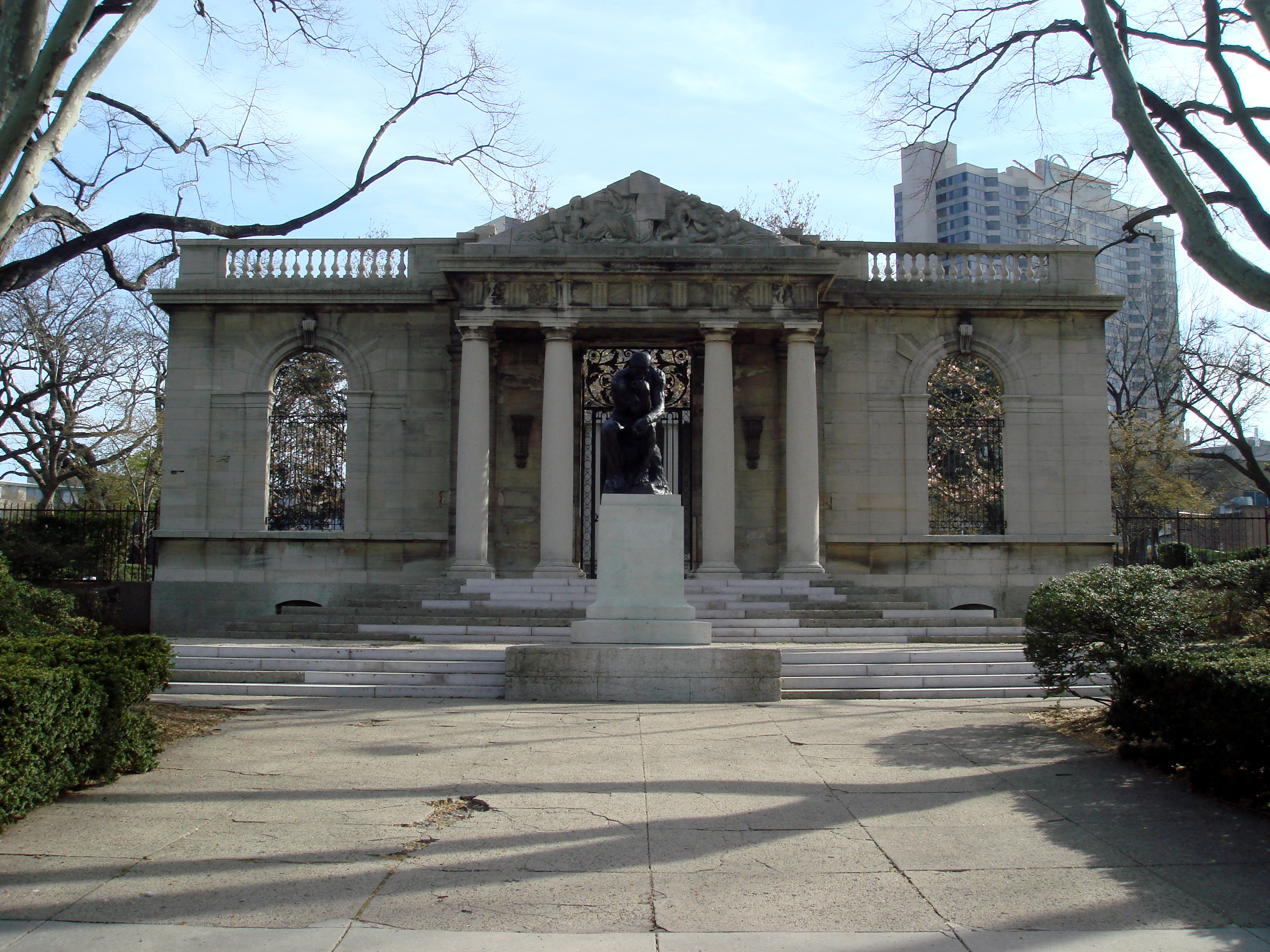
Le musée Rodin de Philadelphie.

La Benjamin Franklin Parkway est une avenue de Philadelphie (Pennsylvanie), aux États-Unis. Cette avenue traverse le quartier des musées de la ville. Elle a été baptisée  en l'honneur de Benjamin Franklin, l'un des pères fondateurs de la nation américaine qui a résidé et participé au développement de Philadelphie. L'avenue relie le Philadelphia City Hall au Philadelphia Museum of Art. Elle est souvent comparée à l'avenue des Champs-Élysées à Paris ou à la Pennsylvania Avenue à Washington D.C..

## Description

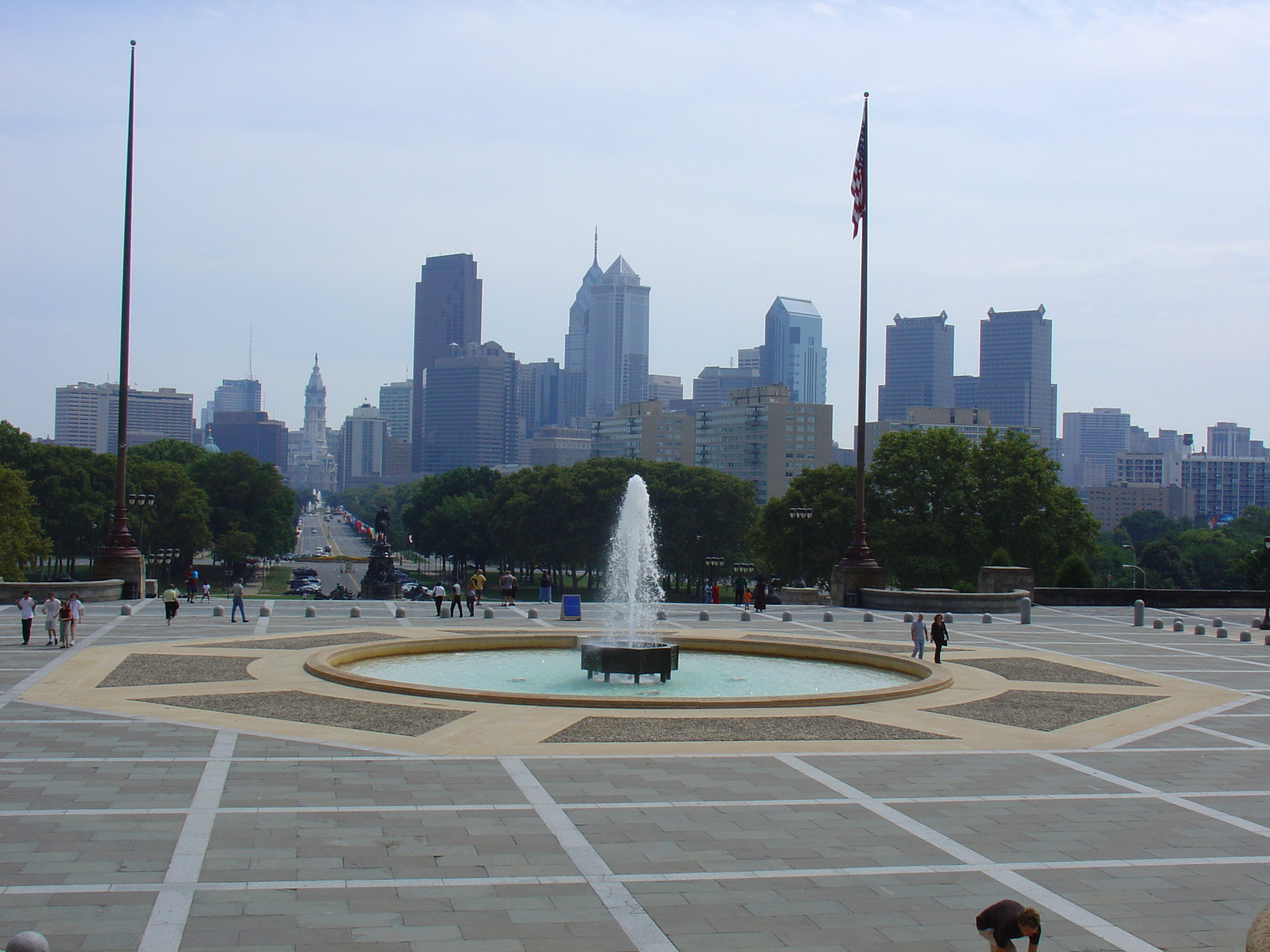
Vue sur Philadelphie et la Benjamin Franklin Parkway depuis le musée d'arts

L'avenue est longue de 1,6 km et coupe en diagonale le quartier nord-ouest de la ville.
Quelques-uns des plus fameux monuments de Philadelphie sont visibles depuis cette avenue : la cathédrale Saint-Pierre-et-Saint-Paul, la Swann Fontaine, qui est entourée du Logan Circle, la Free Library de Philadelphie, le Municipal Court Building (ces deux derniers bâtiments sont des copies des palais jumeaux présents place de la Concorde à Paris), le Franklin Institute, (une sorte de Palais de la découverte en l'honneur de Benjamin Franklin et de ses inventions et expériences), le Moore College of Art and design, l'Academy of Natural Sciences et le musée Rodin. En face du musée Rodin on peut voir le célèbre Penseur.
À son extrémité, l'avenue donne un accès à la Kelly et la Martin Luther King Drives dans le Fairmount Park mais aussi à l'autoroute Schuylkill (I-76).
Dans le film Rocky, c'est sur les marches du Philadelphia Museum of Art qui termine l'avenue que Rocky Balboa s'entraîne. D'ailleurs ,une statue de Rocky a été érigée sur les bords de l'avenue en hommage au film.
Au bout de l'avenue, juste avant l'hôtel de ville, se situe le Love Park et sa célèbre sculpture LOVE de Robert Indiana.

## Symbole du renouvellement urbain

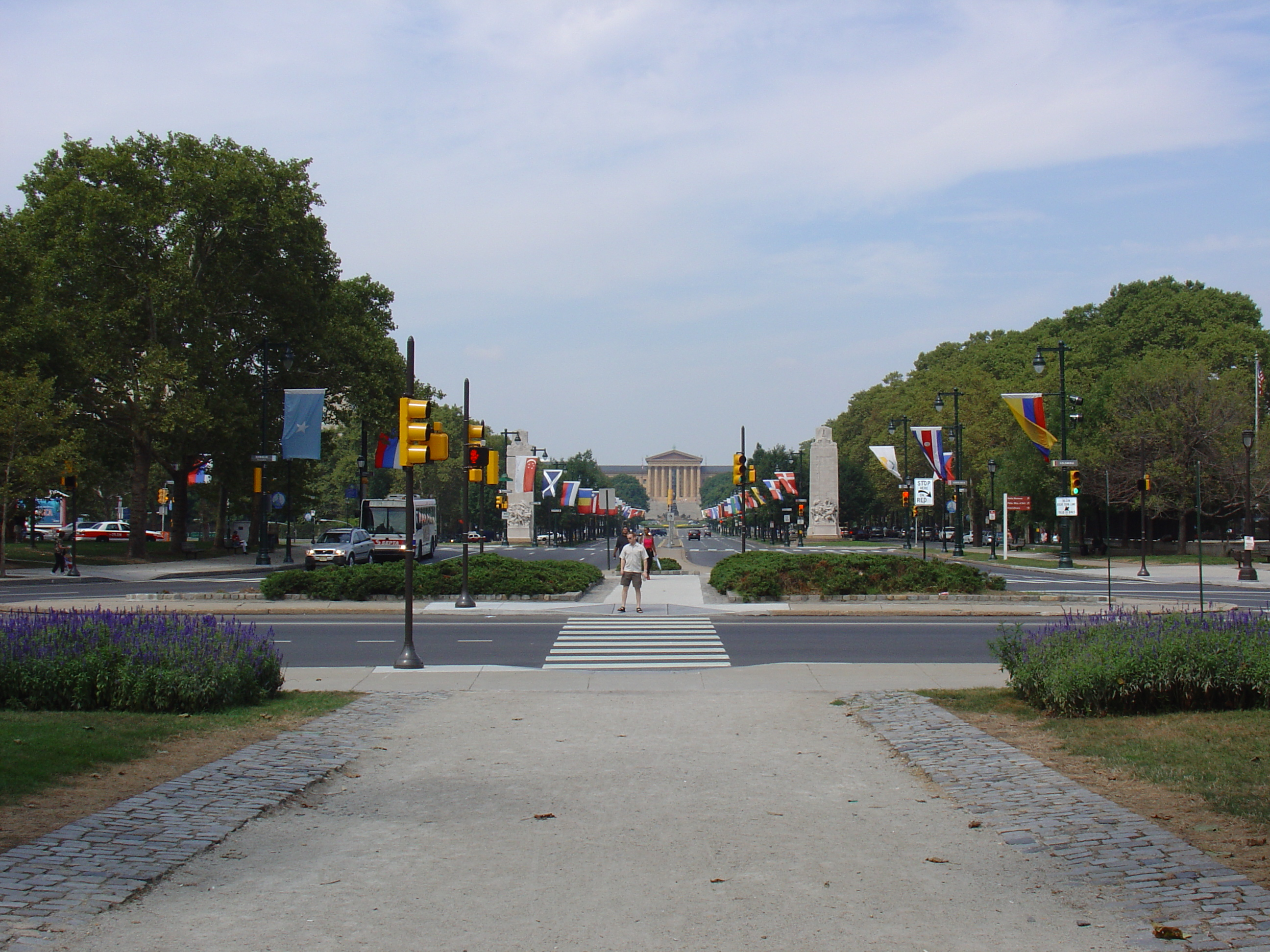
Benjamin Franklin Parkway

Dans une ville fameuse pour son plan urbain, l'avenue est un des premiers exemples du renouveau urbain des États-Unis. L'avenue a été construite pour faciliter la circulation dans le centre de la ville et pour « restaurer la beauté naturelle et artistique de Philadelphie ».
L'idée d'une avenue diagonale avait été proposé en 1907 par Horace Trumbauer pour la Fairmount Park Art Association, l'association voulait une avenue qui puisse "fournir un accès direct, et une approche digne et intéressante vers le centre administratif et économique de la ville, comprenant des lieux d'activités éducatives groupées autour du Logan Square et un centre artistique autour de la Fairmount Plaza, à l'entrée du plus grand et plus joli des parcs de la ville"
Les urbanistes voyaient l'avenue comme le futur lieu des campus de l'université de Pennsylvanie et de l'université Temple.
En 1917, le projet de l'urbaniste français Jacques Gréber et de l'architecte français Paul Cret est finalement accepté par la Fairmount Park Art Association. L'avenue s'inspire des Champs-Élysées à Paris.
Le tracé de l'avenue était visible en 1919, mais aucun des bâtiments actuels n'était encore érigé. L'avenue fut réellement terminée en 1926.
Il fallut attendre 1935 pour voir sur les bords de l'avenue le Franklin Institute, the Free Library of Philadelphia, le Philadelphia Museum of Art et le musée Rodin.
L'avenue se termine par le Philadelphia Museum of Art, plutôt que l'arc de triomphe, et donne à Philadelphie et à l'avenue une touche parisienne. Par la présence de nombreux musées, l'avenue est aussi comparée à la Pennsylvania Avenue de Washington D.C. qui commence au Congrès des États-Unis et se termine au pied de la Maison-Blanche
L'avenue est aussi une avenue internationale. Elle est bordée par les drapeaux des pays du monde entier.
Récemment, il fut reconnu que l'avenue avec sa grande largeur et ses six voies de circulation, n'est pas très engageante pour les piétons. Le trafic et les embouteillages ont cependant été considérablement réduits par la construction de l'Interstate 676 qui relie la Schuylkill Expressway avec le Benjamin Franklin Bridge, ce qui a permis d'augmenter la largeur des trottoirs autour du Logan Circle

## Un lieu de festivité
Grâce à sa localisation, l'avenue est le lieu de nombreux concerts et parades. En juillet 2005, les marches du Philadelphia Museum of Art (Rocky Steps) accueillirent le Live 8 avec des artistes tels que Dave Matthews Band, Linkin Park and Maroon 5.
Depuis quelques années, l'avenue est le lieu de départ d'une course cycliste faisant partie du circuit international. 
En septembre, la manifestation Super Sunday, dans laquelle toutes les institutions publiques de la ville participent, attire plus de 250 000 personnes.

## Galerie

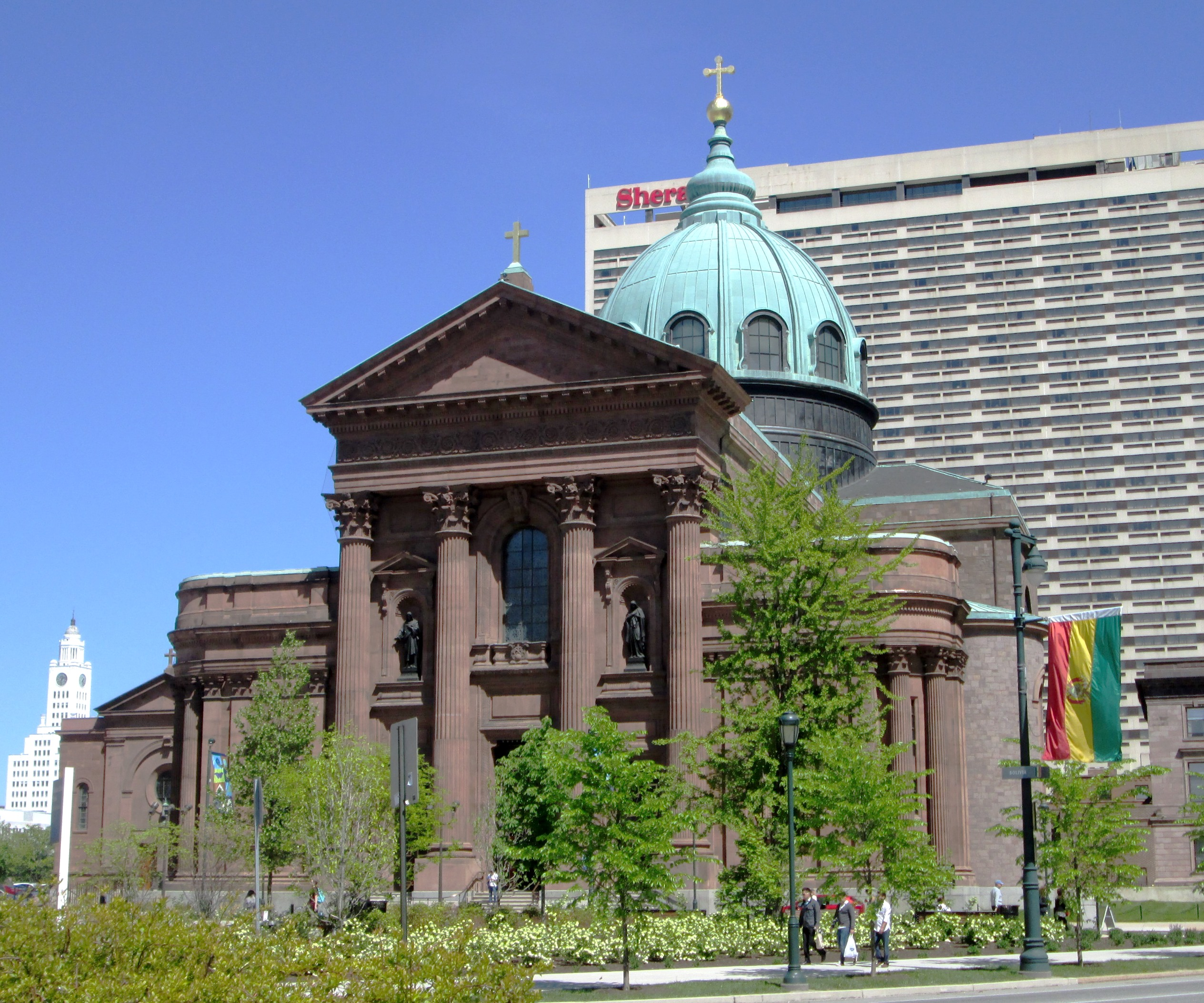
Cathédrale Saint-Pierre-et-Paul
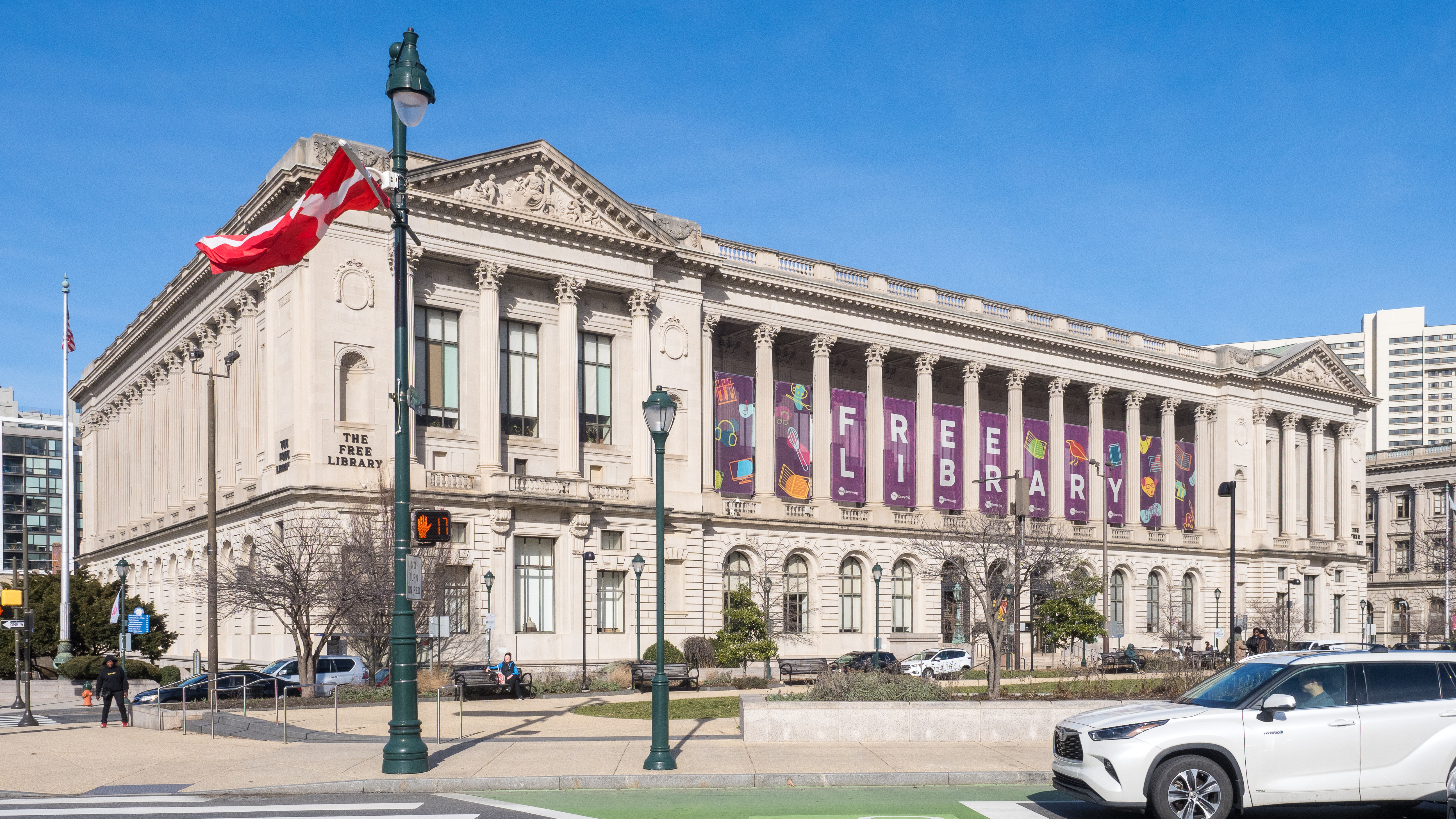
Free Library of Philadelphia
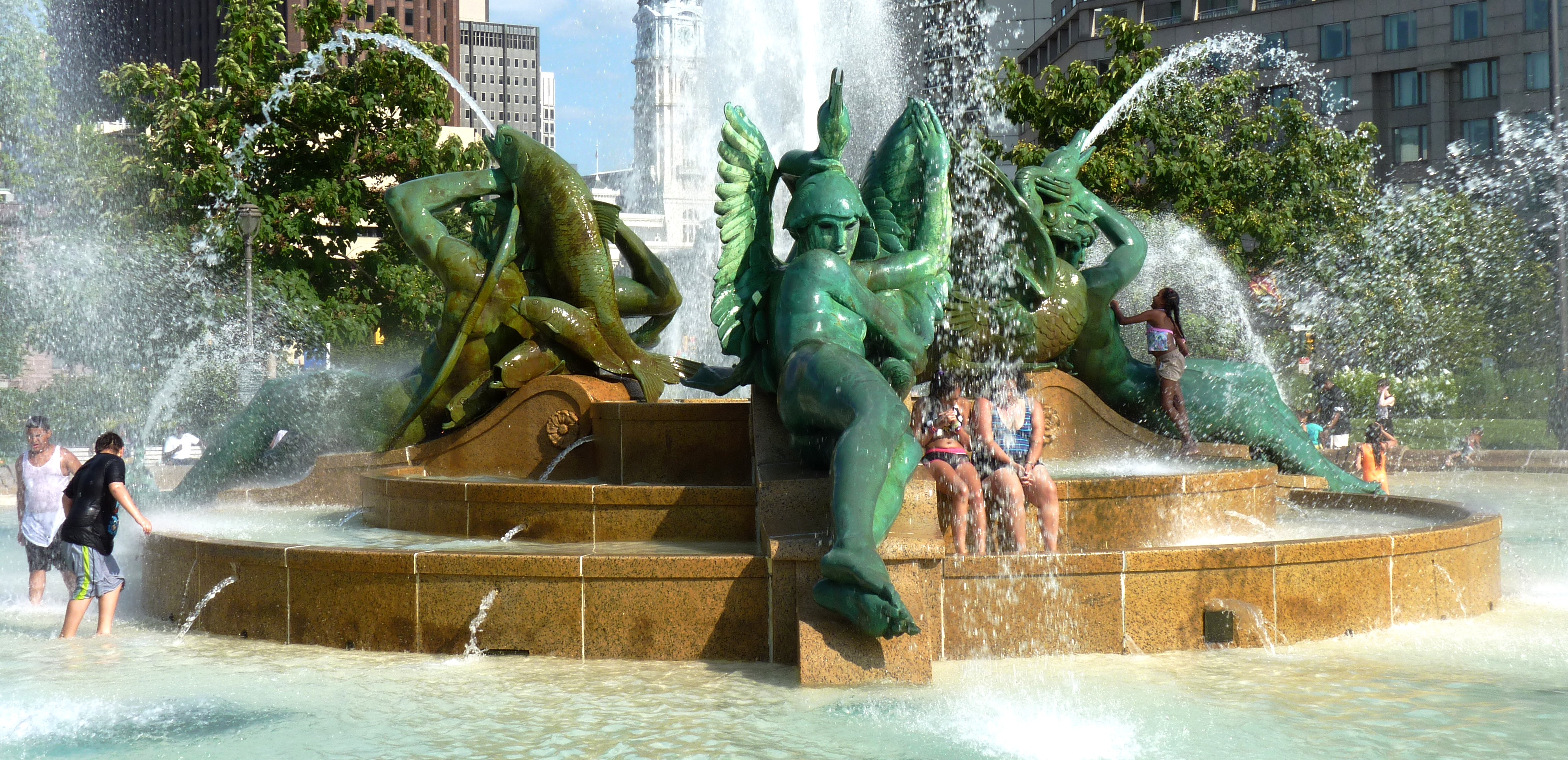
Fontaine Swann
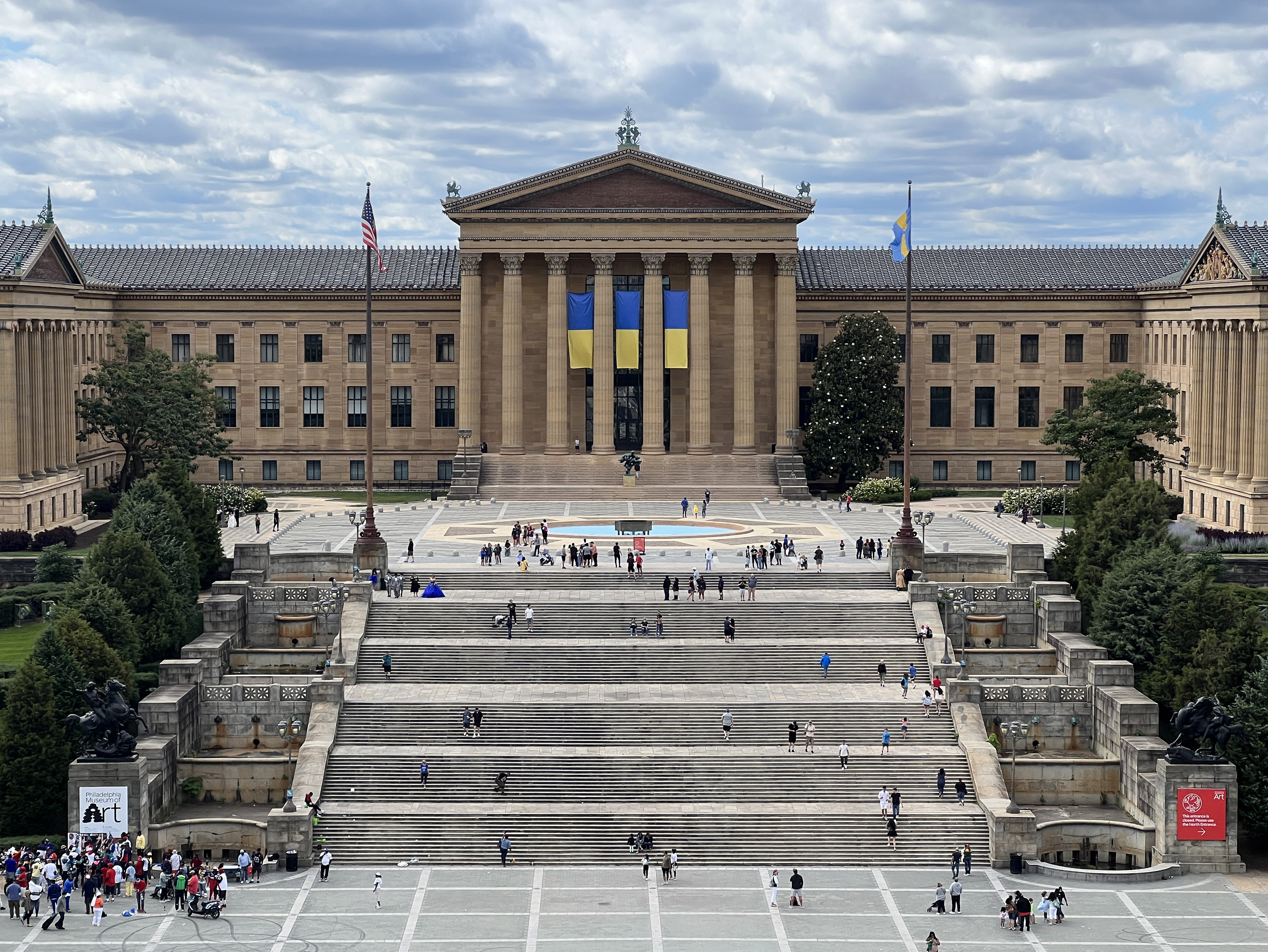
Philadelphia Museum of Art et les Rocky Steps
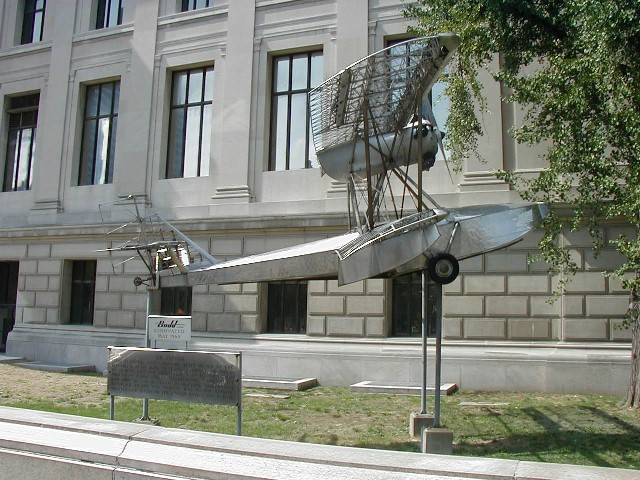
Avion Budd BB-1 en face du Franklin Institute
La statue de George Washington
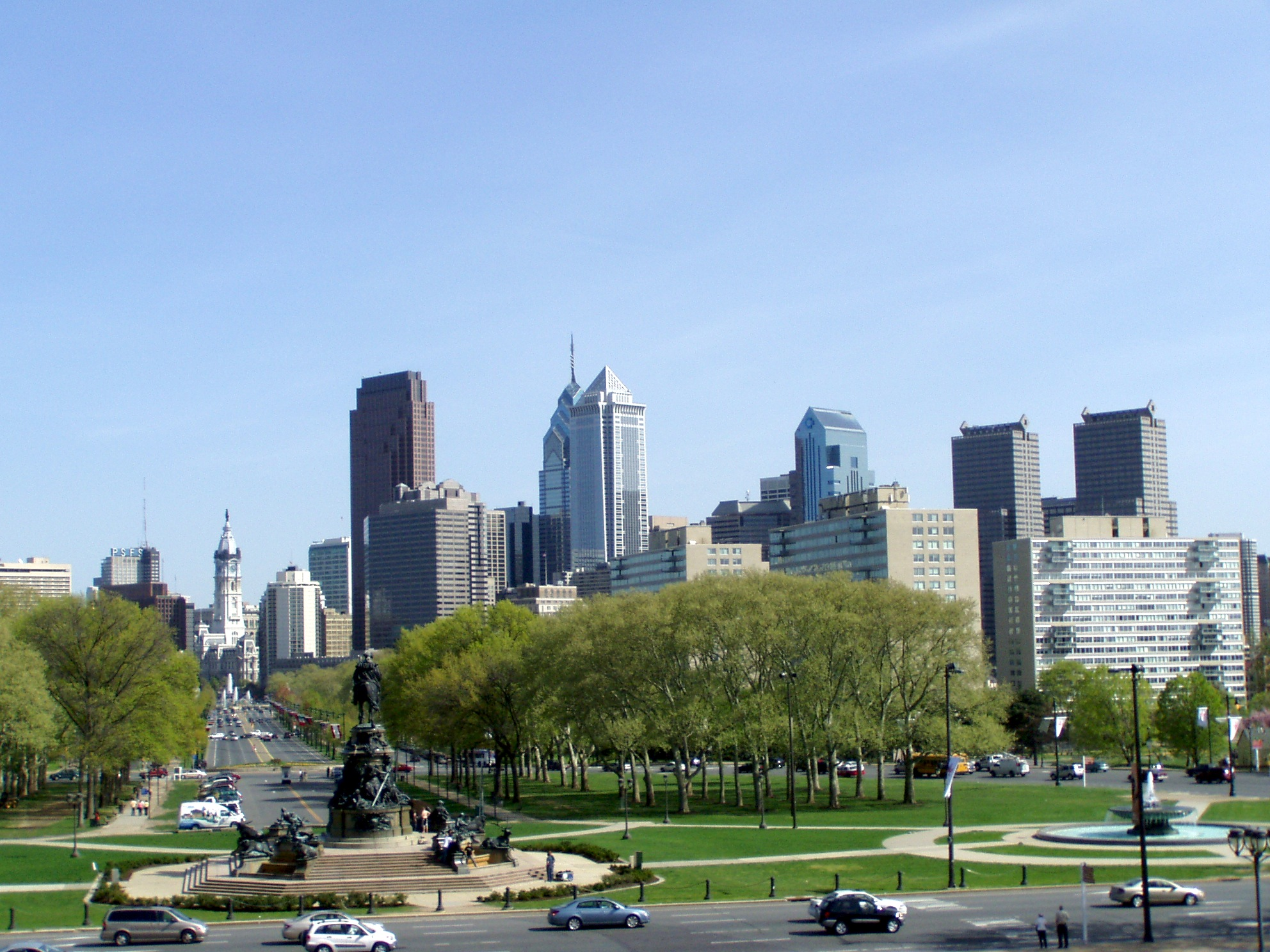
La Benjamin Franklin Parkway depuis les marches du Philadelphia Museum of Art
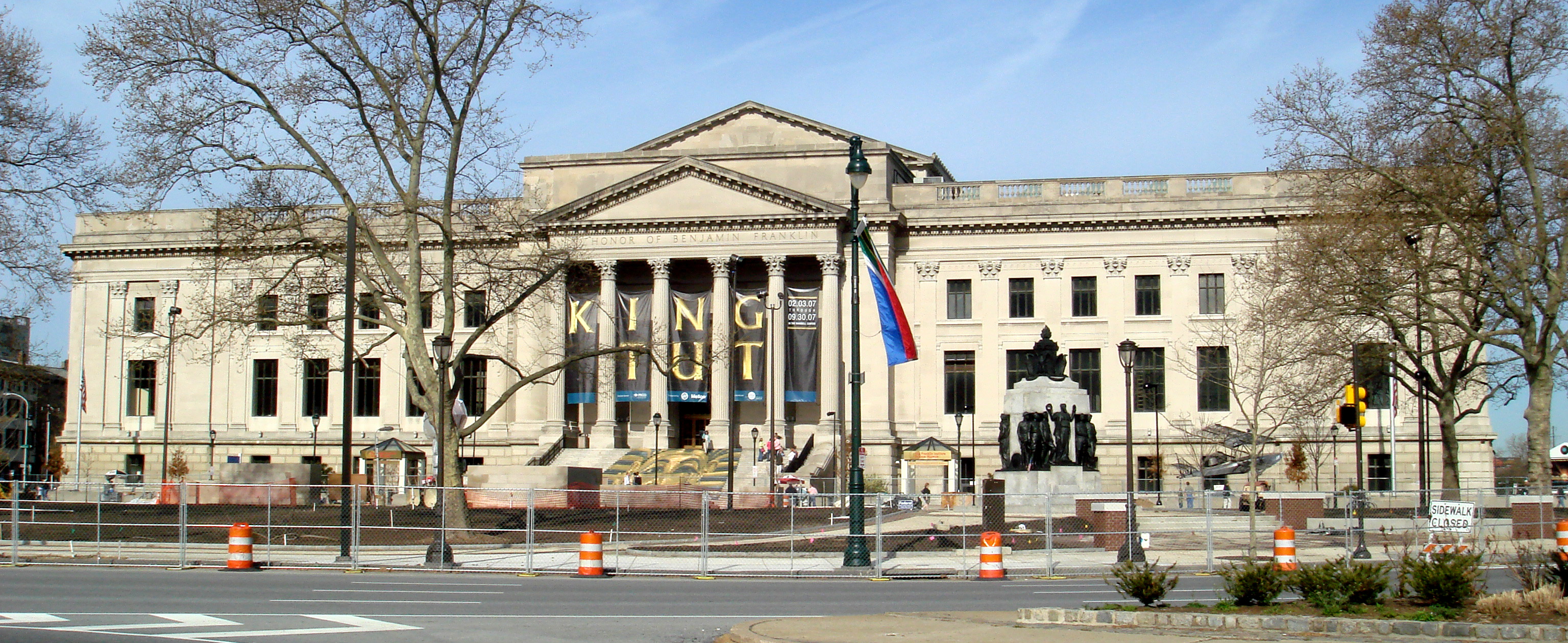
Le Franklin Institute